# Mossley Hill
Mossley Hill – dzielnica w Liverpoolu, w Anglii, w Merseyside, w dystrykcie Liverpool. W 2011 miejscowość liczyła 13 816 mieszkańców.